# Smith Ridge, Västantarktis
Smith Ridge är en bergstopp i Antarktis. Den ligger i Västantarktis. Chile gör anspråk på området. Toppen på Smith Ridge är 1 564 meter över havet.
Terrängen runt Smith Ridge är huvudsakligen kuperad, men västerut är den platt. Trakten är obefolkad. Det finns inga samhällen i närheten. 